# Commission Meese

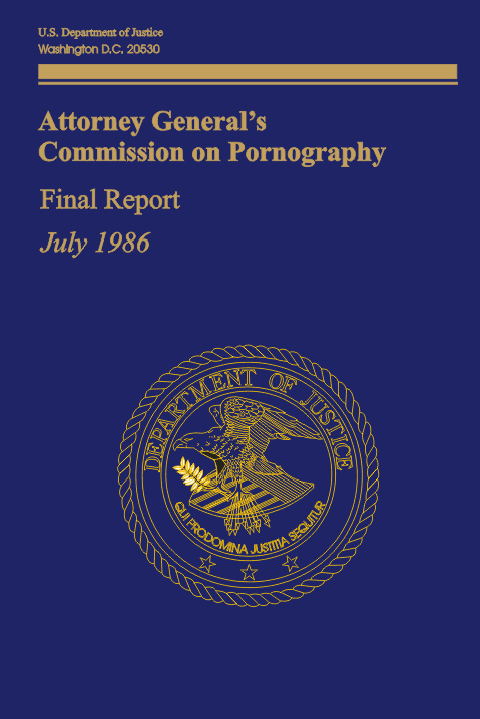
Couverture du rapport final de la commission Meese.

La commission Meese (officiellement la United States Attorney General's Commission on Pornography) est une commission d'enquête sur la pornographie mise en place en 1985, sous l'administration Reagan. Cette commission, qui comprenait onze membres tous réunis afin d'enquêter sur les conséquences de la pornographie, a conclu dans son rapport final (souvent appelé Rapport Meese), publié en 1986, que la pornographie est dangereuse car encourageant les crimes sexuels et les comportements asociaux. Cependant ses conclusions comme ses méthodes ont été fortement remises en cause. 

## Histoire
C’est en 1984 que le président Reagan annonce, dans un discours délivré à l’occasion de la signature d’une loi de protection de l’enfance, la création d’une commission d’enquête chargée d'étudier les effets de la pornographie sur la société américaine. Cela dans l’objectif explicite de revenir sur les conclusions de la Presidential Commission on Obscenity and Pornography de 1970 qui avait affirmé ne pas être en mesure de « conclure que l'exposition à du matériel érotique constitue un facteur causal pour des crimes sexuels ». C’est donc sous l’égide du procureur général des États-Unis Edwin Meese que se constituera cette commission qui regroupait Henry E. Hudson, Judith Veronica Becker, Diane D. Cusack, Park Elliott Dietz, James C. Dobson, Deanne Tilton-Durfee, Edward J. Garcia, Ellen Levine, Tex Lezar, Bruce Ritter et Frederick Schauer. Contrairement à la commission de 1970 qui se fondait sur les travaux scientifiques de l'époque, la commission Meese, elle, se concentre surtout sur l'audition de personnes impliquées dans la pornographie et plus largement sur le témoignage de membres de la société civile (comme des militantes féministes tels qu'Andrea Dworkin ou Catharine MacKinnon). 

### Le rapport final
Publié en juillet 1986 et faisant plus de 1 900 pages, le rapport final de la commission Meese affirme donc que « nous sommes arrivés à la conclusion, à l'unanimité et sans aucun doute, que les preuves existantes permettent d'affirmer que l'exposition substantielle aux matériels « sexuellement violents », tels qu'ils ont été décrits, constituent la cause de comportements anti-sociaux de violence sexuelle, et pour certains groupes, la possibilité de commettre des actes illégaux de violences sexuelles ». Pourtant le rapport Meese tente de souligner les difficultés de tirer de telles conclusions dans une de ses sections « The Problem of Multiple Causation » (car comme le rappelle Laurent Jullier « une corrélation n'est jamais qu'un indicateur d'une possible relation causale ») ce qui ne l'empêche pas d'affirmer dans une section postérieure que « le fait qu'une corrélation établie ne peut pas être confondue avec une relation de causalité ne signifie pas qu'il soit impossible de trouver la preuve qu'il y a bien là quelque causalité ». En somme, la commission s'inscrit avec ses conclusions dans une démarche corrélationniste, c'est-à-dire qu'elle relie clairement la consommation de la pornographie avec les crimes sexuels.

## Critiques
La commission Meese et son rapport ont été fortement critiqués, tant pour leurs méthodes que pour  leurs conclusions. Il faut rappeler que certains membres de la commission faisaient partie de comités anti-pornographie et luttaient activement contre sa consommation. Carol Vance, une anthropologue féministe américaine, a voulu décrire le parti pris de la commission en montrant que cette dernière négligeait toutes productions scientifiques qui n'abonderaient pas dans son sens mais aussi en mettant en exergue les différences de traitement entre les pro-pornographies et les anti. Elle prend l'exemple de l'audition de deux femmes, qui avaient toutes deux participé à des magazines comme Penthouse ou Playboy mais qui n'avaient pas eu le même vécu : l'une expliquait avoir été contrainte tandis que l'autre racontait que la pornographie avait été bénéfique tant pour sa carrière que pour sa vie personnelle. Or Carol Vance affirme que celle qui avait eu une expérience heureuse était quasiment traitée comme une criminelle tandis que l'autre femme avait droit à la compassion des membres de la commission. Deux membres de la commission, une psychologue de Columbia et la rédactrice en chef de Woman's Day, ont elles-mêmes critiqué le fonctionnement de la commission et le rapport Meese qui se seraient fondés sur des publications « extrêmes dans la violence et la dégradation ». Plus largement, c'est toute l'aile libérale américaine qui a critiqué le rapport final qui avait tout pour plaire aux conservateurs et au président Reagan, celui-ci ayant affirmé dans le discours de 1984 que « nous considérons la pornographie comme un problème public, et nous pensons que c'est un problème qui demande un deuxième examen. »